# Coccosteina
De Coccosteina zijn een traditionele infraorde van uitgestorven placodermen, gepantserde vissen die het meest divers waren tijdens het Devoon. De term is echter niet meer in gebruik, aangezien moderne cladistische methoden alternatieve fylogenetische bomen van Brachythoraci hebben geproduceerd met nieuwe onderverdelingen.

## Taxonomie
- Basaal geslacht Maideria
- Basaal geslacht Xiangshuiosteus
- Superfamilie Buchanosteoidea
  - Buchanosteidae
- Superfamilie Gemuendenaspoidea
  - Gemuendenaspidae
- Superfamilie Homosteoidea
  - Homostiidae
- Superfamilie Brachydeiroidea
  - Brachydeiridae
  - Leptosteidae
- Superfamilie Coccosteoidea
  - Pholidosteidae
  - Coccosteidae
  - Plourdosteidae
  - Torosteidae
  - Incisoscutidae
  - Camuropiscidae
- Superfamilie Dinichthyloidea
  - Hadrosteidae
  - Dinichthyidae
  - Trematosteidae
  - Rhachiosteidae
  - Titanichthyidae
  - Bungartiidae
  - Selenosteidae
  - Mylostomatidae